# Abbigliamento del XII secolo

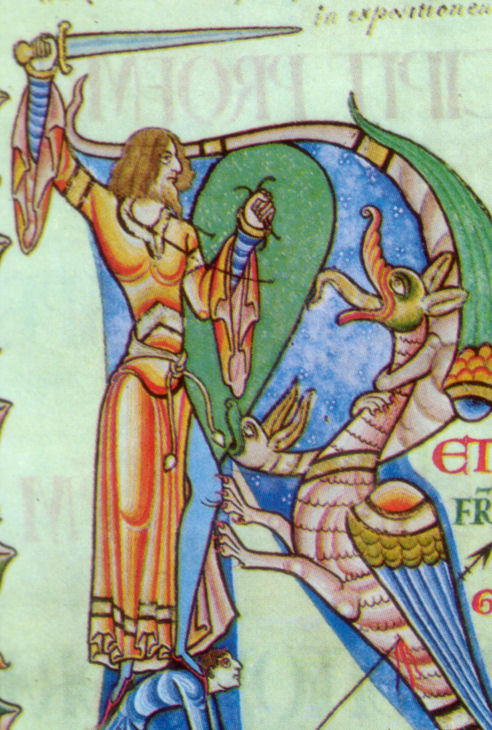
Dettaglio del frontespizio di un manoscritto del dodicesimo secolo. È possibile vedere un guerriero indossare il bliaut di colore arancione.

L'abbigliamento del XII secolo in Europa si distingueva dalla moda dei secoli precedenti per pochissimi dettagli. Sia l'abbigliamento maschile sia quello femminile erano sempre contraddistinti dall'utilizzo di tuniche più o meno lunghe, a seconda della condizione sociale dell'indossatore. Abiti più sagomati, e dotati di maniche erano invece caratteristici delle classi più abbienti.
Come negli anni precedenti, due stili di vestire coesistettero contemporaneamente nella moda maschile: il primo consisteva in una tunica più corta (all'altezza delle ginocchia), derivato dalla contaminazione stilistica degli abiti di tutti i giorni utilizzati nell'Impero Romano, con le divise dei barbari; il secondo consisteva in una tunica più lunga (all'altezza delle caviglia), provenienti dalla moda della borghesia bizantina.

## Abbigliamento maschile

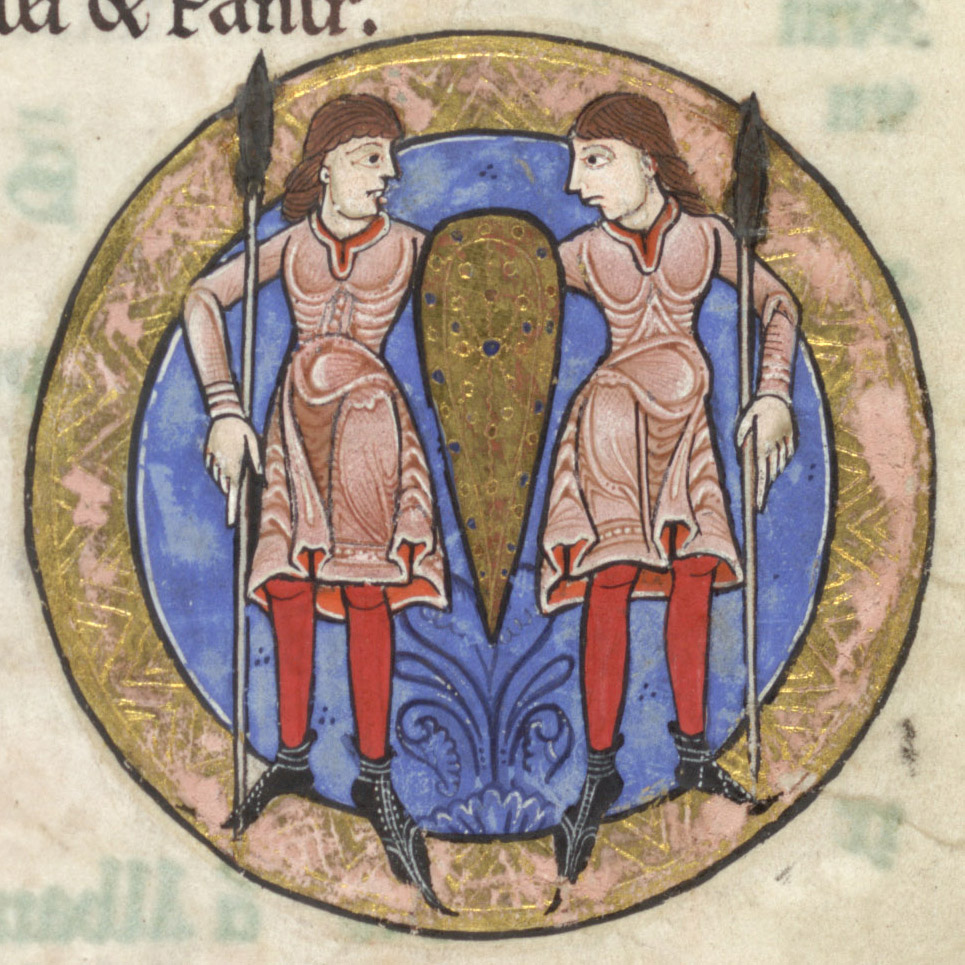
Illustrazione Gemini, tratta dal Hunterian Psalter, raffigura due gemelli con indosso una tunica lunga fino alle ginocchia. 1170 circa.

Proveniente dalla Francia, una delle principali innovazioni nell'abbigliamento fu l'introduzione del bliaut o bliaud, una tunica da portare al di sopra di altri abiti, con maniche ampie. Inizialmente molto ampie, in seguito il bliaut divenne maggiormente aderente al corpo dell'indossatore.
AL di sotto del bliaut, veniva spesso indossata una tunica interna (dal francese) chainse, o una maglia con maniche lunghe e strette, spesso realizzata in lino. L'utilizzo di pantaloni, chiamati chausses e realizzati nella forma di calze o leggings (in due capi separati per ogni gamba) ebbe una certa diffusione. I modelli più popolari erano quelli a righe. Durante questo periodo, soprattutto nelle classi sociali medio-alte, infatti le calze divennero più lunghe e più aderenti, quindi anche più comode. Venne quindi meno la necessità di utilizzare delle fasce, il cui scopo era proprio quello di sostenere le calze. Queste fasce tuttavia rimasero in uso in Inghilterra sino al regno di Riccardo I, per poi essere definitivamente abbandonate dal 1200.
Oltre alle "sotto-tuniche" ed alle calze, gli uomini indossavano una tunica esterna, lunga sino alle ginocchia, e trattenuta in vita con una cintura. Bliaut, realizzati in lana o, sempre più frequentemente in seta, avevano maniche tagliate al livello al polso e gonne sagomate. Gli uomini indossavano il bliaut aperto sul davanti o sul retro, e cucito sui lati.
Le nuove tendenze inoltre imponevano l'utilizzo di alcuni nuovi capi di abbigliamento nella parte superiore del corpo, da indossare sotto la tunica: il doublet, fatto con due strati di lino, ed il gipon una primitiva forma di imbottitura, che nei secoli successivi verrà indossata anche al di sotto delle armature. 
Anche il surcot o cyclas, introdotto in questo periodo era una copertura protettiva per le armature (specie contro il calore), durante le crociate. Dal secolo successivo, esso entrerà abbondantemente a far parte anche del guardaroba civile quotidiano.
Mantelli rettangolari o circolari venivano indossati sulla tunica. Questi venivano fissati sulla spalla destra o al centro sul petto.
Gli uomini delle classi più abbienti erano soliti non indossare alcun copricapo. Il capperone, simile ad un cappuccio, ed attaccato ad un mantello di media lunghezza, era invece il tipico copricapo indossato dagli appartenenti alle classi più povere e dai contadini. La cuffia, destinata ai più ricchi, apparve molto più avanti nel secolo.

## Abbigliamento femminile

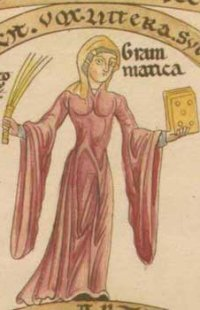
Illustrazione di Grammatica, tratta dal Hortus Deliciarum. 1180 circa.

L'abbigliamento femminile consisteva in una "sotto-tunica", la chamise o chains, di solito realizzata in lino, sopra la quale veniva indossata una o più tuniche lunghe sino alle caviglie. Le donne delle classi operaie usavano indossare tuniche fermate con una cintura alla vita (la ceinture). Le cinture delle donne più abbienti erano decorate con inserti in metallo decorativi.
Le donne della corte francese indossavano una tunica, maggiormente sagomata, chiamata cotte, o eventualmente il bliaut al di sopra della chamise a maniche lunghe. Il bliaut femminile si contraddistingueva per una gonna maggiormente ampia, e le maniche strette sino ai gomiti e poi larghissime sui polsi. Il bliaut veniva fermato in vita da una cintura o un'allacciatura, che veniva lasciata cadere sul fianco, così come viene mostrata in una raffigurazione femminile su una colonna presente nella cattedrale di St. Maurice ad Angers. Una nuova moda, il bliaut gironé, emerse a metà secolo: la gonna era separata in due parti distinte, una superiore più stretta ed aderente ed una inferiore più larga e pieghettata.
Le donne sposate, in osservanza dei dettami del Cristianesimo, indossavano dei veli sulla testa, spesso separati al centro ed appesi in lunghe trecce, che potevano essere estese con i propri capelli, o capelli tagliati ai morti, un'abitudine deprecata dai moralisti.
Il soggolo, una fascia che avvolgeva l'intera testa dell'indossatrice, simile a quello indossato tutt'oggi dalle suore, fu introdotto in Inghilterra a secolo avanzato. Esso consisteva in un velo di lino, che avvolgeva la testa dell'indossatrice, coprendo il mento, e spesso anche il mento e lasciando scoperto solo il viso.

## Materiali
La lana fu ancora il materiale maggiormente diffuso, ma si fece strada anche l'utilizzo del lino, specie nella realizzazione di biancheria intima, sempre maggiormente utilizzata. La seta, per quanto ancora molto costosa, divenne più facilmente reperibile, sebbene fosse destinata principalmente alle classi sociali più facoltose. Inoltre la presenza normanna in Italia Meridionale e la prima crociata avevano aperto la strada per la possibilità di ottenere nuovi materiali ed influente stilistiche. Iniziò ad essere utilizzata anche la pelliccia, particolarmente utile per mantenere caldo.